# Octobre 1965

## Évènements
- 1er octobre, France : Bitsch Gilbert édite sur une tabulatrice IBM 421, à la SACM de Mulhouse les premiers détails du solde d'un compte de Tiers en Grande entreprise, ce qui auparavant était impossible selon les constructeurs.

Corindon, c'est le nom de la 11e explosion nucléaire souterraine française dans le Taourirt Tan Afella (à 150 km environ au nord de Tamanrasset), le tir a eu lieu le 1er octobre 1965, à 10H00, sur le site d'In Eker, depuis la galerie E6-2. Puissance de moins de 5 KT, estimée 4 KiloTonnes de TNT. Sortie par forage T62 : radiations 320 mrad par heure maximum à E7.
Ce tir fait partie des 13 "Pierres précieuses" : Agate, Béryl, Émeraude, Améthyste, Rubis, Opale, Turquoise, Saphir, Jade, Corindon, Tourmaline, Grenat désignant les tirs nucléaires souterrains français.
- 3 octobre (Formule 1) : Grand Prix automobile des États-Unis.

- 4 octobre : discours du pape Paul VI devant les Nations unies[1].

- 13 octobre : poursuite de la guerre civile au Congo-Léopoldville. Le président Kasa-Vubu révoque Moïse Tshombe. La crise s’intensifie jusqu’au coup d’État du général Mobutu, commandant l’armée du Congo, qui rétablit l’intégrité du territoire en mettant fin aux luttes armées le 24 novembre.

- 14 octobre : répression massive (de 500 000 à 1 M morts) contre le Parti communiste indonésien, accusé par l'armée d'avoir organisé le coup d'État. À la fin de l’année, malgré les efforts de Soekarno pour calmer la situation, des unités de l’armée et des groupes musulmans, surtout dans les campagnes, massacrent les communistes et leurs sympathisants. Des pogroms sont menés contre les Chinois. Les estimations du nombre de victimes varient de 80 000 à 1 million de morts.

- 16 octobre ;
  - États-Unis : manifestations massives contre la guerre du Viêt Nam.
  - Indonésie : Soekarno est écarté du pouvoir au bénéfice de Soeharto. Début de la dictature de Suharto (fin en 1998).

- 21 - 25 octobre : sommet de l’OUA à Accra, boycotté par huit pays francophones hostiles à Kwame Nkrumah (Côte d'Ivoire, Dahomey, Gabon, Haute-Volta, Madagascar, Niger, Tchad et Congo Brazzaville).
  - Déclaration sur la subversion qui interdit aux membres de l’OUA toute intervention dans les affaires d’autres États.
  - Résolutions contre le gouvernement de la minorité blanche en Rhodésie du Sud.
  - Boycott total de l’Afrique du Sud.

- 22 octobre : second coup d’État du colonel Christophe Soglo au Dahomey.

- 24 octobre (Formule 1) : Grand Prix automobile du Mexique.

- 26 octobre, France : Jean Lecanuet candidat à l'élection présidentielle.

- 29 octobre, France : enlèvement à Fontenay-le-Vicomte de Mehdi Ben Barka, chef de l’opposition marocaine au régime du roi Hassan II.

## Naissances
- 5 octobre :
  - Mario Lemieux, joueur de hockey.
  - Patrick Roy, gardien de but de hockey.
- 12 octobre : 
  - Oleg Iourievitch Roï, écrivain russe.
  - Marie-Jo Thério, musicienne et actrice.
- 14 octobre : Moez Sinaoui, diplomate, homme politique, avocat et homme de médias tunisien.
- 24 octobre : Isabelle Berro-Amadeï, magistrate, diplomate et femme d'État monégasque.
- 25 octobre : Pap Ndiaye, historien et homme politique français d'origine sénégalaise et ministre de l'éducation nationale depuis 2022.
- 27 octobre : 
  - Oleg Kotov, cosmonaute russe.
  - Vincent Mc Doom, personnalité médiatique et mondaine, animateur, styliste et mannequin français.
  - Oleh Mikhniouk, militaire ukrainien († 20 août 2014).
- 28 octobre : Jami Gertz, actrice américaine.
- 29 octobre : 
  - Denis Mathen, homme politique belge de langue française.
  - Chen Xiaoxu, actrice chinoise.
  - Christy Clark, première ministre de la Colombie-Britannique.

## Décès
- 9 octobre : Amanda Alarie, comédienne.
- 16 octobre : Charles Lavialle, comédien français.
- 17 octobre : Laure Diebold, née Laure Mutschler, résistante française (Mado), qui fut la secrétaire de Jean Moulin (° 10 janvier 1915).
- 20 octobre : Corrado Govoni, écrivain et poète italien (° 29 octobre 1884).
- 28 octobre : 
  - Émile Daru, écrivain, journaliste et professeur français (° 17 mai 1877).
  - Egil Hylleraas, physicien théoricien norvégien (° 15 mai 1898).